# Natalia Baranskaya
Natalia Vladímirovna Baránskaya (en ruso: Наталья Владимировна Баранская), San Petersburgo, 5 de enerojul./ 18 de enero de 1908greg.-Moscú, 29 de octubre de 2004) afamada escritora rusa miembro de la Unión de Escritores Soviéticos desde 1979.

## Biografía
La separaron al año y medio de su madre Liubov Rádchenko (née Baranska) que trabajaba como asistente de su padre, el médico Vladímir Nikoláievich Rózanov, cuando los encarcelaron por mencheviques, y así comenzaría su infancia y su adolescencia marcadas por la discontinuidad. Su madre, colaboraba en efecto con Liga de Lucha para la Emancipación de la Clase Obrera e Iskra.
En 1910, viajó con su madre a Suiza, donde había huido su padre. Al ser encarcelada su madre, vivió con su padre en San Petersburgo y luego, en 1912, con ambos en Berlín, y dos años más tarde se mudaría con su madre a Moscú. Tras la Revolución de Octubre de 1917 y la subsiguiente hambruna fueron a Kiev y en 1922 regresaron a Moscú, donde más tarde estudiaría filosofía y etnología en la Universidad Estatal de Moscú y trabajaría como redactora para varias editoriales.
Baránskaya se casó dos veces. A los 19 años, se casó con un compañero de estudios que más tarde sería encarcelado y desterrado a Kazajistán con el que tuvo a su hija Tatiana (1934-2001), tras divorciarse se casó con su primo Nikolái Baranski en 1937, con quien tuvo un hijo en 1940. En 1941 se trasladaron a Sarátov y en 1943 Nikolái pereció en Kursk durante el frente oriental mientras ella fue evacuada con sus hijos a Altái. En noviembre del mismo año se trasladó a Moscú, trabajó en el Museo Nacional de Literatura y comenzó un posgrado en la Facultad de Filología de la Universidad Estatal de Moscú. En 1958 fue subdirectora del Museo Pushkin de Moscú, para el que trabajó durante ocho años.
No comenzó a publicar hasta 1968 con 60 años en Novy Mir .